# Bacillariophyta familia incertae sedis
Bacillariophyta familia incertae sedis,  Alge kremenjašice čija pripadnost razredu i redu nije još ustanovljena. Postoji preko 170 rodova. Mnpogi rodovi su fosilni.

## Rodovi
1. Acanthodiscus Pantocsek, 1892 †
2. Achnantheiopsis Lange-Bertalot, 1997, nom. illeg.
3. Achnanthepyla M.Peragallo, 1921
4. Actinoclava O.Müller, 1912 †
5. Actinoneis Cleve ex Mereschkowsky, 1902
6. Actinostephanos G.K.Khursevich, 1989 †
7. Aggericorona S.Komura, 2006 †
8. Ambistria K.E.Lohman & G.W.Andrews, 1968 †
9. Ambo Witkowski, Ashworth, Lange-Bertalot & Klein, 2020
10. Amphitropis Rabenhorst, 1868, nom. illeg.
11. Amphoropsis (Cleve) Mereschkowsky, 1901
12. Angulopyxidium A.G.Vologdin, 1962 †
13. Anisodiscus Grunow, 1886 †
14. Annellus Tempère, 1908
15. Annularius S.Komura, 2005, nom. illeg. †
16. Archaegoniothecium Witkowski, D.M.Harwood & M.Kulikovskiy, 2012 †
17. Archepyrgus R.Gersonde & D.M.Harwood, 1990 †
18. Arthrotoma Corda, 1840
19. Auriculopsis Hendey, 1964
20. Baikalia L.N.Bukhtiyarova & G.V.Pomazkina, 2013
21. Belonastrum (Lemmermann) Round & N.I.Maidana, 2001
22. Bolewskia B.Kwiencinska & J.Sieminska, 2000 †
23. Brasiliella C.Zimmermann, 1918
24. Brevilinea P.A.Siver, P.B.Hamilton & E.A.Morales, 2008
25. Callimastogloia S.Komura, 2005 †
26. Calodiscus Rabenhorst, 1853
27. Calyptosporium D.M.Harwood & R.Gersonde, 1990 †
28. Cavitatus D.M.Williams, 1989 †
29. Ceratangula P.A.Sims, 2008 †
30. Cheloniodiscus Pantocsek, 1889 †
31. Cladogramma Ehrenberg, 1854 †
32. Clavicula Pantocsek, 1886
33. Clavularia R.K.Greville, 1865 †
34. Clipeoparvus J.Woodbridge, E.J.Cox & N.Roberts, 2010
35. Cohaesum Nikolaev & Harwood, 2007 †
36. Colletonema Brébisson ex Kützing, 1849
37. Corona Lefébure & Chenevière, 1938 †
38. Coronodiscus I.Suto, 2004
39. Cosmiodiscus Greville, 1866 †
40. Cotyledon J.Brun, 1891, nom. illeg.
41. Craspedoporus Greville, 1863
42. Creania M.Olney, 2009 †
43. Crossophialus D.M.Harwood & R.Gersonde, 1990 †
44. Cussia H.J.Schrader, 1974 †
45. Cylindropyxis Hendey, 1964
46. Cymbelgeia L.N.Bukhtiyarova & G.V.Pomazkina, 2013
47. Cypellachaetes D.M.Harwood & R.Gersonde, 1990 †
48. Dasyangea D.M.Harwood & R.Gersonde, 1990 †
49. Dendrella Bory, 1824
50. Detonia Frenguelli, 1949, nom. illeg. †
51. Dichotropiscus S.Komura, 1995 †
52. Dicladia Ehrenberg, 1844
53. Dimeractis S.Komura, 2001 †
54. Dimerogramma H.Peragalllo & M.Peragallo
55. Discoplea Ehrenberg, 1840, nom. inval.
56. Dispinodiscus I.Suto, 2004
57. Drepanotheca H.-J.Schrader ex Round, Crawford & Mann, 1990 †
58. Eupterotrum S.Komura, 1997
59. Exilaria Greville, 1827, nom. rejic.
60. Fideliacyclus P.A.Siver, A.P.Wolfe & M.B.Edlung, 2016 †
61. Fryxelliella Prasad, 1997
62. Gleseria E.G.Lupikina & L.M.Dolmatova, 1984
63. Gliwiczia Kulikovskiy, Lange-Bertalot & Witkowski, 2013
64. Gloionema C.Agardh, 1812
65. Goldfishia L.N.Bukhtiyarova & G.V.Pomazkina, 2013
66. Grachevia L.N.Bukhtiyarova, 2013
67. Groentvedia Hendey, 1964
68. Gyrodiscus Witt, 1886
69. Gyropandorus S.Komura, 1997 †
70. Halonetrum H.Lohmann, 1919
71. Halopetitia S.Blanco & C.E.Wetzel, 2016
72. Halurina Zimmermann, 1918
73. Helminthopsidella P.C.Silva, 1970
74. Hendeyscoresbya S.Blanco & C.E.Wetzel, 2016
75. Heribaudia M.Peragallo, 1893 †
76. Hesslandia A.Cleve, 1948
77. Heterangion S.Komura, 2001 †
78. Heterodictyon Greville, 1863
79. Himantidium Ehrenberg, 1840
80. Hobaniella P.A.Sims & D.M.Williams, 2018
81. Horodiscus G D.Hanna, 1927
82. Hustedtiella Simonsen, 1960
83. Hyalogramma M.Garcia, 2012
84. Hyalotrochus D.M.Harwood & R.Gersond, 1990 †
85. Isomeria Chevallier, 1836, nom. inval.
86. Janischia Grunow, 1883
87. Jouserella Kozyrenko, 2012 †
88. Kentrodiscus Pantocsek, 1889 †
89. Klinodiscus A.Jurilj, 1948
90. Kreagra R.Gersonde & D.M.Harwood, 1990 †
91. Ktenodiscus Pantocsek, 1889 †
92. Lacustriella Lange-Bertalot, Kulikovskiy & Metzeltin, 2012
93. Leptoscaphos H.-J.Schrader, 1969
94. Libellus P.T.Cleve, 1873
95. Liradiscus Greville, 1865
96. Liriogramma R.W.Kolbe, 1954
97. Lyngbyea Sommerfelt, 1826, nom. rejic.
98. Macrora Hanna, 1932 †
99. Mammidion J.A.Long, D.P.Fuge & J.Smith, 1946 †
100. Mastogonia Ehrenberg, 1844
101. Mediopyxis Medlin & Kühn, 2006
102. Medlinella Frankovich, M.P.Ashworth & M.J.Sullivan, 2016
103. Meretrosulus G.D.Hanna, 1927 †
104. Meristosolen D.M.Harwood & R.Gersonde, 1990 †
105. Micromega C.Agardh, 1827
106. Microneis Cleve, 1895
107. Microorbis R.Gersonde & D.M.Harwood, 1990 †
108. Monocladia I.Suto, 2003 †
109. Monopsia Grove & Sturt, 1887 †
110. Nadiya L.N.Bukhtiyarova, 2013
111. Nanoneis R.E.Norris, 1973
112. Naviculonema C.L.Graeff, Kociolek & S.R.Rushforth, 2013
113. Navigeia L.N.Bukhtiyarova, 2013
114. Nematoplata Bory, 1822
115. Neodetonia S.Blanco, 2011
116. Nephroneis M.C.Amspoker, 1989
117. Ninastrelnikovia Lange-Bertalot & A.Fuhrmann, 2014
118. Ochigma Kulikovskiy, Lange-Bertalot & Metzeltin, 2012
119. Ocularia E.J.Quekett, 1844
120. Odontodiscus Ehrenberg, 1845
121. Odontotropis Grunow, 1884
122. Omphalopsis Greville, 1863
123. Opephoropsis Frenguelli, 1945
124. Orthoneis Grunow, 1870
125. Oshitea S.Komura, 1993 †
126. Pantocsekia Grunow ex Pantocsek, 1886 †
127. Peragallia F.Schütt, 1895
128. Perithyra Ehrenberg ex Heurck, 1896
129. Placogeia L.N.Bukhtiyarova, 2013
130. Playaensis Spaulding & Kociolek, 2002
131. Pleurodiscina P.C.Silva, 1970
132. Podosphenia Ehrenberg, 1836
133. Pogoneis Round & Basson, 1997
134. Poretzkia Jousé, 1949
135. Pravifusus Witkowski, Lange-Bertalot & Metzeltin, 2000
136. Protorhaphoneis B.Kwiecinska & J.Sieminska, 2000 †
137. Pseudoamphiprora (Cleve) Cleve, 1894
138. Pseudocerataulus J.Pantocsek, 1889 †
139. Pseudodictyoneis Cleve ex Pantocsek, 1892 †
140. Pseudodimerogramma H.J.Schrader, 1976 †
141. Pseudohyalodiscus T.F.Kozyrenko & I.V.Makarova, 1997 †
142. Pseudopyxilla Forti, 1909
143. Pseudotribrachia S.Blanco & C.E.Wetzel, 2016
144. Pyrgupyxis Hendey, 1969, nom. inval. †
145. Ralfsiella P.A.Sims, D.M.Williams & M.Ashworth, 2018
146. Rhipidophora Kützing, 1844
147. Rouxia J.Brun & Héribaud, 1893
148. Saeptifera R.M.Gogorev, 2014 †
149. Sagittula S.Komura, 1997 †
150. Scalariella C.Riaux-Gobin, 2012
151. Sceptronema H.Takano, 1983
152. Schizonema C.Agardh, 1824
153. Schizostauron Grunow, 1867
154. Scoresbya N.I.Hendey, 1937, nom. illeg.
155. Semseyia Pantocsek, 1902 †
156. Skvortzowia Kulikovskiy, Lange-Bertalot & Metzeltin, 2012
157. Slavia L.N.Bukhtiyarova & G.V.Pomazkina, 2013
158. Spinigera Heiden & Kolbe, 1928
159. Stelodiscus S.Komura, 2001 †
160. Stigmaphora Wallich, 1860
161. Stoschiella C.Gardner & K.Wenderoth, 1966
162. Streptommion S.Komura, 1997 †
163. Terebraria Greville, 1864
164. Thumia Cleve ex Lefébure & Chenevière, 1938
165. Trifonovia Kulikovskiy & Lange-Bertalot, 2012
166. Trochosirella S.Komura, 1996
167. Trochus R.Gersonde & D.M.Harwood, 1990 †
168. Tropidosiphonus S.Komura, 1994 †
169. Truania Pantocsek, 1886 †
170. Tubaformis A.M.Gombis Jr., 1983 †
171. Tubulariella P.C.Silva, 1970
172. Undatella Paddock & P.A.Sims, 1980
173. Vanhoeffenus Heiden, 1928
174. Vernadskowia Missuna, 1914
175. Vulcanella P.A.Sims A.D.Mahood, 1998 †
176. Xanthiopyxis (Ehrenberg) Ehrenberg, 1845 †